# 平头猪属
平頭豬（Platygonus）是一属已滅絕的豬形动物。
平頭豬長約1米，比現今的野豬較長，牠的腳長適合奔跑。牠有像豬的鼻端，可以對抗掠食者的長獠牙。
平頭豬是群居的動物，像現今的西猯般是成群生活的。牠們分佈在加拿大南部至墨西哥及美國加利福尼亞州至賓夕凡尼亞州與南美洲。牠們出現於更新世的卡拉布里亞階，最早的可追溯至中新世。